# ディアブロII
『ディアブロII』（Diablo II）は、アメリカのBlizzard Northで開発され、ブリザード・エンタテインメントから2000年に発売された、WindowsおよびMacintosh用のハックアンドスラッシュ系アクションロールプレイングゲームである。日本では同年にカプコンから発売された。『ディアブロ』の続編である本作は、「剣と魔法」のファンタジー世界を背景とし、見下ろし型視点でマウス操作を多用するユーザインタフェース、ランダムに生成・配置されるダンジョンとアイテム、インターネット経由での協力・対戦プレイといった前作の特徴はそのままに、スピードやグラフィックスの向上、ゲーム内容の拡充といった改良が加えられている。2001年には拡張パック『Lord of Destruction』が発売された。
2021年9月24日にリマスター版である『ディアブロ II リザレクテッド』がPC（Microsoft Windows）、Xbox Series X/S、Xbox One、PlayStation 4、PlayStation 5、Nintendo Switch向けに発売された。

## 概要
前作で好評だったマップのランダム生成やほぼ無限種類の自動アイテム生成システムをさらに強化し、ゲームのスピードテンポやグラフィックが大幅に改良された。また本作はネットワーク接続によって複数のプレイヤーと同時に冒険・対戦を実現している。世界的に大ヒットした本作であるが、日本での認識度は低い。これは発売当時のインターネットやパソコン本体の普及率、また海外ゲームそのものの認知度の低さなどが要因と考えられる。
ゲームの最終目的は最終ボスである魔王ディアブロの討伐だが、それ以外にも「より魅力的なアイテムの探索」「異なる職業でのプレイ」「プレイスタイルの確立」などの遊び方がある。
まずプレイヤーはゲーム開始時に5種から自分の職業を選ぶ。冒険で入手できるアイテムには多種多様な追加効果がランダムで付加されているので、自分に合ったより強力なアイテムを求めて何度もプレーしたり、獲得したアイテムを効果的に使用できる職業でゲームをやり直す、といった楽しみ方がある。また、レベルアップ時のボーナスで攻撃の指向性を変更できることから、同一職業ながら全く異なる戦法で戦うなど、その自由度と中毒性の高さから、今もなお全世界でプレーされ続けている古典的なネットゲームの一つである。
ゲームの形態としてはシングルプレーモードとマルチプレー（ネットワーク）モードをプレーできるが、他のゲームにみられる月額徴収形式やアイテム販売形式は一切無く、利用料金がパッケージ代のみというのも特徴的である。
不具合改修、およびゲームバランスの改善、システムの追加にはパッチ（修正プログラム）をインターネット経由で適応させるが、本作ではリリースごとにゲームバランスが大きく改変されるのも特徴である。パッチリリースの度にこれまで最強とされてきた職業が一変して最弱になることも多々あり、パッチ毎に新たなプレイスタイルを確立するのも楽しみの一つとして捉えられている。

## 沿革
本編と拡張パック『Lord of Destruction』で構成される。遅くとも2007年には契約期間の終了により本編・拡張パック共にカプコンからの日本正式販売とサポートは終了したが、英語版やその他海外言語版に限れば、現在でも世界的に在庫数が豊富なため、個人輸入や海外のゲームソフトを取り扱っている店舗やインターネット通販ならば比較的入手しやすい状態にある。
日本語版と英語版の大きな違いは、ゲーム中のチャットに日本語が使用できることと、NPCのイベントメッセージが日本語で表示される事。英語版で作成したアカウントやキャラクターのセーブデータを日本語版で使用することも可能。
日本語版に関しては、発売日に出荷されたものは、プレイディスクに高確率でプレス不良品が混じっており、ゲーム起動時のプロテクトチェックで必ず撥ねられる。これを理由に、発売直後から交換騒ぎとなった。

### 本編
まず2000年6月29日に英語版が米国で発売され、数日遅れの2000年7月1日に株式会社カプコンが代理店として日本語マニュアル版が日本でも発売された。その後、カプコンが日本語化した日本語版が2000年10月18日に登場した。CD-ROM 3枚組で、当時の価格は9800円。現在でもダウンロード版が9.99USDで販売されている。

### 拡張パック: Lord of Destruction
本編から約1年後の2001年6月29日に拡張パック『Lord of Destruction』が発売され、日本でも日本語・英語両対応でカプコンより発売された。CD-ROM 1枚で、当時の価格は5800円。

#### 拡張パックによる変更点
拡張パックによる変更点は以降の記事にも記載されているが、本項で目立つ変更点の一部をまとめた。
- 新しい第5のマップとモンスターが追加される。
- 2種類のキャラクタークラスが追加される。
- 新しいタイプのアイテムが追加される。
- アイテムを収納するための倉庫の容量が増える。
- 基本である640x480ピクセル表示の他、800x600ピクセルのモードが追加される。
- 武器を素早く持ち替える「ウェポンスワッピング」が操作系に追加される。
- NPCの仲間である傭兵を成長させることができるようになった。

## ストーリー
物語は、前作のラストで勇者たちの体を乗っ取ったディアブロが、強大な魔神であるメフィスト、バールと共に復活したところから始まる。プレイヤーはこれを封印しようとする教団「見えざる目の姉妹」に協力して、地獄の眷属たちとの戦いに身を投じていくことになる。勇者（プレイヤー）は災いの元凶である放浪者を追って第一章 (ACT 1) から第四章 (ACT 4) まで4つの舞台を渡り歩く。拡張版では新たに第五章が追加された。
なお、第五章のプレイに当たっては、第四章のクリアが必須となる。
また、拡張版を導入した後も、第一章から第四章までを遊ぶことができる。
ひとつのダンジョンをひたすら奥へ奥へと探索してゆく「潜り」中心だった前作『ディアブロ』から大きく変わり、地上を進行する旅が中心である。

### ACT 1 王国の草原
一人のフードを被った男が、マリウスと言う老人の元を訪れる。マリウスは男を見るとパニックに陥るが、フードをかぶった男から天使のような幻覚を見せられると落ち着きを取り戻し、それまでの経緯を語り始める。
かつてマリウスはトリストラムの滅亡によって精神に異常をきたして麻薬中毒となり、ローグと呼ばれる女性戦士たちが運営する修道院に身を寄せていた。ある日、マリウスの住む修道院に黒い装束をかぶった放浪者が現れ、業火と怪物を召喚して修道院を壊滅させてしまう。唯一生き残ったマリウスは、謎の放浪者に誘われるままに旅に出る。
それから間もなく、魔物たちによって修道院を追われたローグのキャンプに、噂を聞きつけた勇者が訪れる。キャンプのキャラバン隊は、その修道院の地下墓地を根城にする魔物たちのせいで立ち往生をしていた。勇者は、放浪者が消えた東の砂漠への活路を見出すため、魔物の将軍である女魔神アンダリエルの討伐へと旅立つ。
勇者はローグの女族長の導きで魔王ディアブロに滅ぼされた町「トリストラム」へと行き、賢者の子孫、デッカード・ケイン (Deckard Cain)を救出する。そして、ケインの助言でアンダリエルを抹殺し、キャラバンと賢者ケインと共に東の都へと旅立つ。

### ACT 2 砂漠の荒野
マリウスは死の砂漠を抜けた先にある謎の遺跡に入った放浪者を追う中で、岩に縛り付けられた男と遭遇する。放浪者はもがき苦しむ男の心臓に輝く宝石を抜き取ろうとするが、突如現れた天使の妨害を受ける。天使と放浪者がもみ合っている隙に、男は自身を解放するようマリウスの精神に働きかけ、迷ったマリウスは男の心臓から輝く石を抜き取ってしまう。のちに、この石は三大魔王の一人・バール (Baal the Lord of Destruction) の魂を封印した石「ソウルストーン」であることが判明し、マリウスは天使から「地獄の炉で石を破壊せよ」と命じられる。
一方、勇者たちはキャラバン隊に便乗し、砂漠の王国ラット・ゴーレイン (Lut Gholein) へ辿り着くが、何らかの問題によりて東へ行く航海の道は絶たれていた。勇者はケインの話に基づき、まずはバールをその身に封じたとされる魔道士タル・ラシャの墓所を捜索することにしたが、なかなか見つけられずにいた。そこへ、ラット・ゴーレインの城主から「宮殿の底から出てきた怪物に人々が殺された」という情報が、寄せられる。
やがて、秘密の聖域 (Arcane Sanctuary) と呼ばれる場所から、狂気に囚われた召喚士が怪物を召喚して宮殿の地下へと送り込んでいたことが判明する。勇者が召喚士を殺すと、そこから、タル・ラシャの墓所のある大砂漠への魔法のゲートが開く。
複数ある入り口を一つずつ探した勇者は、遂にタル・ラシャの封印された遺跡を探し出したが、そこに待っていたのはタル・ラシャでも放浪者でもなく、三大魔王の配下の魔神の一人「ドゥリエル」であった。ドゥリエルを撃破した勇者は、遺跡の最深部で天使ティラエルと出会い、三大魔神の一人バールの復活を告げられる。

### ACT 3 魔のジャングル
事件が解決したことで、ラット・ゴーレインではようやく船の航行が可能となっていた。勇者は貿易商人メシフ (Meshif) の船に乗り、東の国クラストの港 (Kurast Docks) へ到着した。ザカラム教の聖地・クラスト寺院を擁するこの国は、かつて自然豊かで繁栄していたが、つい最近になってある放浪者が現れたのをきっかけに、大きな地殻変動が起こり街の大半は水没し、森の生物は攻撃的な体形に変異して人を襲うようになり、呪物が意思を持つようになり村を作って人を喰うなど、人間の住む場所ではなくなってしまった。
魔法障壁によって護られた港を出た途端、黒装束の放浪者が勇者の前に現れ、魔物を召喚するや否やすぐに姿を消す。勇者は放浪者を追って魔物に満ちたジャングルを進む。
放浪者は一足先、クラスト寺院に封じられていた三大魔王の一人・メフィストを解放する。これにより放浪者の正体がディアブロ (Diablo the Lord of Terror) であることが判明し、ディアブロ・メフィスト・バールの三大魔王の集結によって地獄へのゲートが開かれる。天使の命で地獄の炉へと来たマリウスは、それまで共に旅を続けてきた放浪者の正体を知るや意欲を喪失し、地獄への門をくぐること無くその場を後にする。
その後、勇者は堕落したザカラム教の信者たちを振り切ってクラスト寺院に突入するが、ディアブロとバールの姿は既になく、復活したメフィストが待ち受けていた。勇者はメフィストを倒して彼の生命の源であるソウル・ストーンを回収し、地獄へと繋がる魔法のゲートに侵入する。

### ACT 4 地獄
勇者は地獄の炉にたどり着き、地獄の鍛冶師から奪ったハンマーと金床でメフィストのソウル・ストーンを砕いて完全抹殺を果たす。そして、勇者はディアブロを倒し、ディアブロの魂を封じ込めたソウル・ストーンを地獄の炉で叩き割り、完全抹殺に成功する。
その頃マリウスは、あまりの恐怖に老け込んだ上、ソウルストーンを砕けなかった自分のふがいなさに絶望し、身を隠すように余生を過ごしていた。そして、フードの男がこしらえた天使の幻覚を前に、今までの一通り出来事を話す。男から「ソウルストーンを渡せば罪はすべて許される」と諭され、マリウスは言われるがままに石を渡す。その時、男はバールとしての正体を現し、マリウスから石を奪って逃走する。

### ACT 5 バーバリアンの地
マリウスからソウル・ストーンを奪い、完全なる復活を果たしたバールは大軍を引き連れ、人間界と人類を守護する秘宝「ワールドストーン」を支配すべく、北の地ハロガス (Harrogath) でワールドストーンを守るバーバリアン達に総攻撃を仕掛けようとしていた。そのことを知った大天使ティラエルの手引きにより、勇者はハロガスへと赴く。
バーバリアンたちは強大なバールの軍勢によって窮地に立たされており、最後の拠点ハロガスも地獄軍の投石機攻撃の前に陥落寸前であった。勇者たちは山を登り投石器部隊を指揮しているシェンク (Shenk the overseer) を倒して投石器攻撃を止め、バーバリアン達の信頼を得る。
勇者はワールドストーンが安置されているアリート山 (Mt.Arreat) を目指す。山頂では3人の古代のバーバリアン勇者の霊 (The Ancients) が要塞の入り口を守護している。これを倒した勇者は、3人の聖霊に力を認められワールドストーン要塞へ入る資格を得、バールの居る中心部へと突入する。無数の手下との戦いの末、ついに勇者はバールを撃破した。
しかし、突如大きな地震がワールドストーン要塞を襲う。そこに現れた大天使ティラエルいわく、ワールドストーンは既に魔人の魔力で汚染され切ってしまったと言う。魔人の手によって汚されたワールドストーンを放置すれば、世界の作りが根底から覆ることとなり、それを食い止めるにはワールドストーンを砕くしか方法はない。しかし砕いた後に世界がどうなるかは分からない。ティラエルは勇者に脱出を促すと、負のエネルギーに満ちたワールドストーンをその剣で貫き、巨大な光が周囲を包む。

## ゲームシステム

### 操作方法
ゲーム画面は3Dレンダリングされた画像を2D画像に変換した見下ろし型視点で繰り広げられ、ほとんどの操作をマウスで行う。移動には「歩く」と「走る」があり、走ったほうが素早い移動ができるが「スタミナ」を消耗し、スタミナが無くなると回復まで走れなくなる。また走っている間は敵の攻撃を回避したり盾で防げる可能性が低下することもある。
また、後述する「スキル」について、クリックすると発動するものに関しては右クリックと左クリックでそれぞれ別のスキルを割り当てることか可能である。これらのスキルはキーボード等にショートカットを作り、右クリック、左クリックそれぞれに割り当てられたスキルをいつでも素早く変更することができるため(ただしキーボードから直接スキルを発動させることはできない)、すでにそれぞれのマウスボタンに割り当てられているスキル以外にも、別のスキルを素早く呼び出して発動可能となっている。本作の戦闘は、複数のスキルを素早く切り替えながら戦うことで多彩なコンボを生み出すことができるようになっている。
前作にもあったベルトシステムも継承され進化した。画面中央下部には4つのスロットが用意されており、ベルト系の装備品で、高位のアイテムを身につけると縦にスロットが拡張される。通常、拡張されたスロット部分は隠されているがマウスをあてがうと開く。スロットは最大で4x4、つまり16個まで増える。
スロットには回復アイテムの他に、街に戻る巻物とアイテムを鑑定する巻物なども収納することができ、対応するスロットの上にアイテムを入れてある場合、自動的に上のアイテムが補充される。ただし、左右のスロットや、手持ちの袋からは自動供給されない。
通常版ではアイテムを一つずつ収納する必要があったが、拡張パックにおいては同種のアイテム全てがベルトの空きスロットに充填されるようになった。

### ステータス面
キャラクタの成長
キャラクターはレベルアップ時に「5のステータスポイント」と「1のスキルポイント」を獲得する。
5種類のクラス（職業）はそれぞれのクラスに固有のスキル（技）を30種類ずつ持っている。
スキルレベルは、スキルポイントを割り振ることでレベル20まで任意に成長させることができ、さらに装備品などでスキルレベルを強化することもできる。スキルにはマウスのボタンに振り分けて使用する「アクティブスキル」、取得するだけでキャラクターに恩恵をもたらす「パッシブスキル」、味方になるNPCを呼び出す「サモニング（召喚）スキル」など様々なものがある。
キャラクターステータスには VITALITY（VIT、体力、生命力）、DEXTERITY（DEX、敏捷力、歩く速度や命中率・防御率）、STRENGTH（STR、筋力、攻撃力）、ENERGY（ENE、エネルギー、魔力）の4種類があり、ステータスポイントを割り振ることで自由に成長させられる。
スキルの成長順序や取捨選択、そしてステータスポイントの割り振りによってキャラクターの特性が変わり、戦闘スタイルに変化が起こる仕組みになっている。
シナジーボーナスについて
バージョン1.10よりスキルに SynergyBonus（シナジーボーナス）と呼ばれるシステムが追加された。これはスキルのレベルを上げると別のスキルの効果にも変化を及ぼすシステムである。これが導入される以前は確実に利用する特定のスキルにだけ最大限スキルポイントを注ぎ込む育成方式が一般的だったため、一般的にはにスキルポイントを振ることが無い、いわゆる「死にスキル」が各職業に存在していた。シナジーボーナスの概念により、必ずしも使うとは限らないスキルにボーナス効果目的でスキルポイントを割り当てるケースが発生することとなった。
アイテムの種類
アイテムには、ステータスを回復させるポーション、どんなダンジョンの奥深くからでも街と行き来できるワープゲートを作るタウンポータルの巻物、魔法アイテムの力を覚醒させることができる鑑定の巻物、アイテムを合成する「ホラドリムのキューブ (Horadric Cube)」、その他武具といったオーソドックスな取り揃えである。ポーションの種類としては、体力回復アイテムのヒーリングポーション、魔力を回復するマナポーション、毒を治療する解毒ポーション、凍りついた体を解凍する溶氷ポーション、より長時間走ることができるスタミナポーション、体力と魔力を同時に一瞬で回復する若返りポーション（日本語版表記では回復ポーション）がある。
装備品としては武器、盾、鎧、兜、靴、手袋、ベルトなどがあり、装備画面でそれぞれを該当するスロットにドロップすることでアイテムを装着する。特に武器、盾、鎧、兜は種類によってキャラクターグラフィックが変更される仕組みになっている。
アイテムの所持
大きさの決まった持ち物袋 (Inventory) があり、アイテムの大きさや形によって入れられる量が変わってくるという点は、前作に準拠している。今作ではさらに、街に置いてある自分専用の収納箱 (Stash) があり、ここに取っておきたいアイテムを入れることができる。なお、地面に置いておいたアイテムはしばらく時間が経つか、ゲームを再開するたびに消滅してしまう。収納箱は拡張パックを導入すると容量が二倍になる。
第二章で手に入るイベント用アイテム「ホラドリムのキューブ」は、持ち物袋や収納箱の中での大きさは2×2の4マスだが、開くと中には3×4の12マス分のアイテムを入れておける。
属性
全てのキャラクターおよびモンスターの攻撃には「物理」「火炎」「冷気」「雷」「毒」「魔法」のいずれかの属性が定められており、ダメージテーブルや付加効果の特徴もほぼ統一されている。ヘルレベルは全てのモンスターがいずれかの属性を無効化する。

### 防御判定
多くのRPGと同様、より良い防具を着用するとDefenceの値が高くなるが、本作ではDefenceの値を向上させても敵から受ける物理ダメージ値は一定である。
このゲームのDefenceは「武器が相手の鎧を貫通するか否か」であり、いくらDefence値が高くてもLife値が低ければ即死も有り得るシステムとなっている。
敵からのダメージを軽減するには、DRと呼ばれるDamage Reduced by **％（**％のダメージを軽減）の効果が付いた武具を装備するほかなく、この効果が付いた武具は非常に種類が少ない。
高難易度かつ高レベルの敵は相応にDefenceが高くダメージを通すことが難しくなっており、武器そのものの表記DamageよりもDextality（機敏性）やAttack rate（攻撃値）を高めることが重要となっている。自分のステータス画面には、直近に攻撃した敵の装甲を自分の物理攻撃が貫通する可能性が何％か表示される。
盾を装備していた場合、敵の物理攻撃を盾でブロックする可能性が生まれる。盾ブロックに成功した場合ダメージは完全に無くなるが、ブロックする際に操作ができなくなるスキがあり、敵に囲まれた場合には連続でブロックして動けなくなる所謂「ブロック・ロック」に陥ることもある。また、歩き・走りの最中はブロック成功率が下がる。盾ブロックの成功率は盾の種類と敏捷性の高さで決まり、ステータス画面にブロック成功率が表示される。
魔法攻撃は、基本的に必ず命中する。魔法によるダメージを軽減するには、魔法の属性に対応したResist（耐性）を高めればよい。Resist値1につき1％のダメージが軽減され、Resistが100に達すれば、その属性の魔法ではダメージを受けなくなる。逆にResistが負の値であれば、受けるダメージが増加する。魔法を盾でブロックすることは不可能だが、盾にはresist上昇効果がついていることが多い。
ゲーム難易度をNightmareやHellに変更すると、プレイヤーは全ての属性耐性に不利な補正を受ける反面、敵の属性耐性は強化される。難易度Hellではほとんどの敵がいずれかのImmune（属性無効）を持っているがこれは属性耐性が100％以上に設定されているものであり、何らかの方法で敵の属性耐性を100％未満に下げれば魔法が通用する。

### 傭兵
傭兵は一定のお金を払うことで雇うことができる仲間キャラクタで、そのステージによって雇える傭兵のタイプや装備可能な兵装は異なる。
通常版では傭兵はそのステージしか雇うことはできず、死亡すると復活させることはできない。一方、拡張パックを導入した場合は傭兵も成長させることができ、ステージや難易度に関係なく連れて歩け、死亡時の蘇生も可能となった。
ローグ傭兵
第一章で仲間になる女傭兵で、敵と一定距離を保ちながら弓矢で攻撃する。炎タイプと氷タイプがおり、炎は威力が高く、氷は敵を凍らせ動きを鈍くする。
槍傭兵
第二章で仲間になる傭兵で、パラディンと同質のオーラを放射し、仲間や敵に効力を与える。傭兵により3種類のオーラのうち1つを使う。その名のとおり、槍・ポールアックス系のアイテムを装備させることができる。
魔法傭兵
第三章で仲間になる。魔法による遠距離攻撃でプレイヤーをサポートする。傭兵により炎、氷、雷のうちいずれか1種類の系統の魔法を持ち、それぞれ2種類の魔法を使う。剣と盾を装備できるが、特殊な状況を除いてほとんど武器による攻撃は行わない。
バーバリアン傭兵
第五章で仲間になる。他の傭兵より高い体力を誇り、前線で肉の盾として活躍。またバーバリアンのスキル「バッシュ」相当の攻撃を行い、打撃を与えた敵を後退させる。剣とバーバリアン専用兜を装備することができる。ただしプレイヤーのバーバリアンと異なり、両手に武器を持つことはできない。

## マップ構成
旧作『ディアブロ』は進入するたびに構造が変わる閉鎖的なダンジョンを延々と降りてゆくゲームだったが、本作では中規模のフィールドに比較的低階層の洞窟が複数設置される形式に変更された。
マップは地表、ダンジョンにかかわらず完全ランダムで生成されるが、小さすぎる（または大きすぎる）マップが生成されることはない。
本作では全4章（拡張パック導入時は5章）ステージクリア形式をとっており、章の最後に居るアクト・ボスモンスターを倒すと次の舞台へ進めるようになる。
ひとつの章には6（第四章のみ3）のクエストがあり、クエストのクリア時には進入可能エリアの拡張をはじめとする特典が手に入る。クエストは特定の条件を満たすとスタートするが、その大半は必ずしも強制的なものではなく、コンプリート（完了）する順番を問わないものや、章の進行条件にかかわらないクエストもある。クエストには一つだけの条件ではなく、複数の条件を連続でクリアするものもあり、この場合は指示されたすべての条件を満たすことで完了したとみなされる。
ちなみに本作ではネットワークモードとシングルプレーモードがあるが、シングルプレーでは後述する難易度を選択しなおした時、ネットワークモードではゲームに参加しなおす度にマップがランダムで生成されるようになる。故にシングルプレイモードでは難易度を変更しない限りマップの構成は固定であり、続きからのプレーが容易であるという利点がある。
前作同様、マップには罠などのギミックが仕掛けられているほか、触れると様々な効果を得られる「魔法の祠」(Shrine)も登場している。
このほかにも、プレイヤーの回復拠点である「井戸」(Well)や、瞬間移動を可能とする「ウェイポイント」(Waypoint)がある。

### 難易度制
前作同様、本作もゲームを一通りクリアすると上位レベルの難易度が開放される。
難易度が高いほど敵が強くなり、プレイヤーキャラクターのステータスに補正が掛かり下方修正されるなどのペナルティが発生するが、下位難易度よりも性能の高いアイテムが入手できる可能性がより高くなる。
難易度には「ノーマル（普通）」「ナイトメア（悪夢）」「ヘル（地獄）」の3段階があり、ゲームを開始する前に自分でどの難易度に挑戦するか決めることができる。また、ゲーム中のクエストの進行具合は難易度ごとに別々に扱われており、たとえばノーマルでは達成したクエストでも、初めてナイトメアに挑戦した場合は未達成として扱われる。

## ネットワークモード
オンラインで他のプレイヤーとゲームを楽しむために、「レルム」と「オープン」の2種類のモードが用意されている。
「レルム」は、Blizzard Entertainment 社が提供する Battle.net のサーバを介して、同じサーバに接続した他のプレイヤーと同じゲーム内でプレイできるサービスである。
マッチングサービスのような実装であった前作において各クライアントのローカルにセーブされたデータの改造によりチートが横行したが、今作ではアカウントやセーブデータ管理もサーバ上で行われ、現在では標準的であるMORPG的な実装の先駆けとなった。
このサービスは前述したように個人情報などの登録の必要も無く、利用は無料である。
レルムでのアカウントは一人でいくつでも作ることが可能であるが、同時に複数のアカウントを操作するには複数のCDキーが必要である。
レルムに保存されているキャラクタやアカウントの保存には期限があり、一定期間使用されていないキャラクタやアカウントは消去されてしまう。アカウントが消滅したとしても、再び無料で作成することができる。
「オープン」では、プレイヤーのPCがホストサーバを兼ね、同時に楽しみたいプレイヤーはインターネット経由やLAN経由でホストに接続する。オープンのセーブデータはシングルプレイと共通で、自分のパソコンのハードディスク内にセーブデータが格納される。オープンで作られたキャラクタもネットワークに繋げて複数のプレイヤーと遊ぶことができるが、個人でセーブデータを管理するという仕様上、不正な改造などが多い。
上記の仕様のため、オープンとレルムのキャラクターが交流する手段は無い。データ改造による通常では有り得ないプレイを楽しみたい者も、純粋にゲーム仕様に則った遊び方をしたい者も、双方が納得できるつくりになっている。

### ラダーモード
バージョン1.09より、ネットワークモードにレルム専用ゲームモードとして「ラダー」（キャラクタのレベルランキング）が追加された。ラダーキャラクタとして作成されたキャラクタはラダーキャラクタとのみ同じゲームで遊べ、全てのラダーキャラクタは決められた期日で「リセット」される。「リセット」されたラダーキャラクタはノーマルキャラクタに変換されノーマルキャラクタとして継続して遊べるが、再びラダーモードで遊ぶにはキャラクターを新規作成するほか無い。
後述の「ハードコア」かつラダーのキャラクタも作成できる。ラダーモードでのみ登場するアイテムやモンスターがあり、ラダーリセットごとにラダー専用要素が追加されていた。

## キャラクタークラス
プレイヤーはゲーム開始の際に分身となるプレイヤーを作成することになる。各クラスには、それぞれ得意とする武器や魔法があり、クラスごとに数10種類の固有のスキルを習得することができる。スキルは攻撃や防御に役立つ強力な技の数々となり、どのスキルを覚えさせるかにより、キャラクターの特徴をカスタマイズすることが可能となる。
アマゾン
肉弾戦に加え、槍や弓に精通した女戦士。
主なスキルとして、自分の偽者を作り出し敵の目をそらす「デコイ」や天界から戦乙女を召喚するスキル「ワルキューレ」などがある。また、遠距離攻撃を強化したり自身への攻撃を回避するためのパッシブスキルも備えている。
バーバリアン
原始的な宗教を信仰する戦士の男性。両腕に一本ずつ武器を持てるほか、強力な接近戦闘スキルを多数取り揃え、肉弾戦に長ける。また戦闘以外にも、仲間のステータスを上昇させる「ウォークライ（雄たけび）」や、敵の死体からアイテムを見つけ出すスキルなどもある。
ソーサレス
魔法使いの女性。習得できる魔法は炎・氷・雷の3属性で、それぞれ効果や使用感覚が異なるがいずれも優れた攻撃範囲と威力を持つ。マナが多い代わりにライフが少ないが、ダメージをマナで受け止めるスキル「エナジー・シールド」を使うことで前線に出ることも可能。一方で、肉弾戦は不得意である。
拡張パックを導入すれば、片手杖と盾を組み合わせて装備することもできるためさらに生存率は高くなる。画面内のどこにでも瞬時に移動できるスキル「テレポート」により高い移動力も備え、パーティープレイでは殲滅担当として前線に火力を投射するのが主な仕事。仲間の攻撃の命中率を上げ火炎ダメージを追加する炎魔法「エンチャント」でサポートにあたることもでき、特に低レベルキャラクタに高レベルのエンチャントを使用すると（レベルの割には）恐るべき攻撃力となり経験値稼ぎが容易になるため、エンチャントに特化したこのクラスは重宝される。
パラディン
ザカラム教の聖騎士。あらゆる武器や防具を使えるほか、聖なる力を用いた魔法攻撃もできる。単体での戦闘能力も申し分ないが、自身だけではなく、仲間や広範囲の敵にさまざまな効果を与える「オーラ」という系統のスキルを幅広く取り揃えているため、パーティープレイでその真価を発揮させることができる。盾で殴りつけるスキル「スマイト」は必ず命中する近接攻撃で、特殊な用途に用いられる場合がある。
ネクロマンサー
生命と運命を操る魔導師。死体から骸骨戦士を作り出したり、ゴーレムを生成したり、死んだ敵を仲間として蘇らせるなどして数多くの下僕を連れまわすことができる。このほかにも、敵のステータスを大幅に下げる「呪い」を使ってパーティーをサポートすることもできる。
ドルイド
拡張パックで追加された男性キャラクターで、聖なる力を持った獣や精霊、さらには竜巻といった自然現象を召喚するなど、自然の力を味方につけて戦う。また、自身も熊や狼に変身して身体能力を高め、肉弾戦を挑むこともできる。
アサシン
拡張パックで追加された女性キャラクター。禁を破った魔導師を抹殺するため組織された暗殺者集団の一員で、魔法に頼らず自らの体を極限まで磨くことで戦闘力を発揮する流派。忍者のように手裏剣を飛ばすスキルや半透明になるスキル、自身の影を味方に付け戦わせるスキルに加え、「チャージアップ・スキル」、「フィニッシュ・スキル」の二種類からなる「マーシャルアーツ」というスキル群を持ち、チャージアップ系スキルの攻撃でエネルギーを溜め、フィニッシュで力を解放すると、その組み合わせにより様々な効果を発揮する。このほかにも、地面に罠を設置して敵を自動攻撃させる「トラップ」のスキルを持つ。さらに、扉やぶりにもたけており、アイテムなしで鍵の掛かった箱を開けることができる。
専用アイテム「クロー」など一部の武器に限り、両手に1本ずつ装備することが可能である。

## アイテムの種類と効果
『ディアブロ2』のアイテムにはアイテム名の前と後ろにつく特殊な名前（接頭語と接尾語）があり、その名前によって魔法の効果が添付/変動する仕組みになっている。一部の例としてShortSwordというアイテムに接頭語と接尾語が付与されるとすると「bronze ShortSword of Strength」という具合になる。また、魔法の効果にはグレードがあり、同様の効果であっても上位グレードのほうが良い補正数値が得られる。例として命中率の上がる接頭語「Bronze」よりも、上位の「Gold」の方が命中率が高くなる。
ノーマルアイテム
ベースとなる通常のアイテム、名前は白色で表示される。パッチ1.10から後述のソケットアイテム化できるようになった。
エクセプショナルアイテム
ノーマルアイテムの上位アイテム。グラフィックについてはノーマルアイテムと同等だが、ノーマルアイテムよりも基本性能が高い。ノーマルアイテム同様にマジック効果などが付加される。名前は白色で表示される。こちらもソケットを開けることが可能。
エリートアイテム
エクセプショナルよりさらに上位で、最上位のベースアイテム。上位難易度でしか手に入らない。名前は白色で表示される。こちらもソケットを開けることが可能。
ソケットアイテム
通常のアイテムに穴があいている物。灰色の名前で表示される。ソケットアイテムに"宝石"や"ルーン"等をはめ込むと魔法の効果を持ったアイテムに変化する。付加される効果はセットした宝石の種類によって固定となる。一度セットした宝石やルーンは例外を除いて取り出せない。
極稀に、魔法効果によってソケットが追加されているものがあるが、その場合は名前が青色となり、後述するマジックアイテムとして認識されるため、ルーンワードの発動対象外となる。
宝石
ソケットアイテムに挿入できるアイテムで、ダイヤモンド・ルビー・サファイア・トパーズ・エメラルド・アメジスト・スカル（頭蓋骨）の7種類があり、「Chipped（欠けた）」「Flawed（傷ついた）」「通常の」「Flawless（無傷の）」「Perfect（完璧な）」まで5つの階級がある。宝石の種類とはめ込むアイテムによっては効果は固定で決まっている （例：火炎ダメージ追加、氷耐性強化、など）。合成アイテムとして使われることも多く、通貨としてプレイヤー間トレードで用いられることもある。
拡張パックでは、ランダムに生成される「ジュエル」や、「ルーンワード」の発動などに使える「ルーン」が追加された。

職業専用アイテム
拡張パックで導入された。職業ごとに決まっている専用アイテムであり、アマゾンは専用の弓と槍と投げ槍、バーバリアンは専用兜、ソーサレスは専用片手杖、ネクロマンサーは専用生首（盾スロット相当）、パラディンは専用盾、ドルイド専用兜、アサシン専用カギ爪がある。いずれもノーマル、エクセプショナル、エリートの階級が存在し、マジック、レア、ユニーク等もある。
マジックアイテム
魔法効果が付与されたアイテム。その効果はランダムで2つまで付く。名前が青色で表示される。3つ以上の魔法効果があるアイテムはレアアイテムと呼ばれる。また、 固定された名前と固定された魔法効果を持つアイテムは「ユニークアイテム」と呼ばれる。ユニークに付く魔法効果は、マジックやレアのランダム作成では絶対に付かない効果が多く、他では代えの利かないアイテムが多数を占める。名前は金色。
また、ユニークアイテムに関連するアイテムとして、同シリーズのアイテムを複数装備することで強大な効果を得られるセットアイテム（名前は緑色）がある。
拡張版ではエクセプショナルとエリートのアイテムが追加されたほか、エクセプショナルとエリートのセットアイテムも登場する。
イシリアルアイテム
拡張パックで追加された。天界のアイテムで、半透明で表示される。通常のアイテムよりも性能が高い反面、壊れたり数量が減っても修理できない。また、元から壊れないタイプのアイテムはイシリアル化しない。
クラフトアイテム
拡張パックで追加された。特定のアイテムを組み合わせて合成すると生産できるアイテムで、固定された効果数種類に加え、ランダムで魔法効果1-3種類が付加される。オレンジ色の名前で表示される。
ルーンワード
拡張パックで追加された。ルーンと呼ばれる石を指定されたタイプのソケットアイテムに指定された順番でセットするとルーンワードが発動し、追加魔法効果がつく。上位ルーンを使用した高級ルーンワードの追加効果は、他では手に入らない効果が多い。順番を間違える・穴の数に過不足がある・素材を間違えるなどするとルーンワードは発動せず、普通にルーンをセットしたのと変わりないソケットアイテムになる。ベースアイテム名は灰色のまま、発動したルーンワード名が金色で併記される。
チャーム
拡張パックで追加された。身に着けることはできないが、インベントリ（荷物袋）に入れておくだけで魔法効果を発揮する。収納箱やホラドリムのキューブに入れても効果はない。サイズ別にスモール・ラージ・グランドの3種類があり、大きいほどより高い効果が期待できる。

## 登場モンスターのグレード
モンスターにはいくつかのグレードがあり、グレードによって打撃に炎ダメージや雷ダメージが加わったり、攻撃を受けると呪われるといった特殊なステータスを持っていることがある。また、そうした上位のグレードのモンスターは多くの場合、手下を引き連れて集団で襲い掛かってくる。モンスターにはさまざまな行動パターンが設定されており、プレイヤーが攻撃を加えると恐怖を覚えて逃げていく者や、一定の距離を保って遠距離攻撃してくる者、他のモンスターに何かの能力を付加する者など、多様な方法でプレイヤーの行く手を阻む。
ノーマルモンスター
一般的なモンスター。基本的に単体で活動している。名前が白色で表示される。
チャンピオンモンスター
ノーマルモンスターが変異した上位種。ほかの雑魚モンスターより能力が高く、数体が集まって行動しているため強敵だが、価値ある宝を落とす可能性も高い。名前の文字が青く表示され、下に「チャンピオン」と表示される。拡張版では「バーサーカー」「 ゴーストリー」「ポゼスト」「ファナティック」など、特殊能力を有したチャンピオンモンスターも登場している。
ユニークモンスター
上位モンスター。ほとんどのユニークは手下(Minion)を従えている。特殊な名前を持つモンスターで、チャンピオンモンスターよりも強く、多彩な特殊能力を持ち揃えているのが特徴である。強敵である反面、強力なアイテムを落とす可能性が非常に高い。また難易度が高くなると、2〜3属性の攻撃に対する無効が付き、ボスよりも強くなる場合もある。名前の文字が金色で表示される。
スーパーユニークモンスター
最上位モンスター。基本的にクエストの最終目標やアクトボスなどが該当する。ユニークモンスターよりも強力なアイテムを期待できるが、ほとんどはボスクラスのモンスターであり一筋縄では倒せない。名前が金色で表示される。

## キャラクター
"黒衣の放浪者"（Dark Wanderer ）
薄汚いローブを身にまとい世界中を東へと放浪する謎の人物。彼が過ぎ去った土地は魔物が溢れるように湧き出すため、今回の災いの元凶と噂され、プレイヤーはこの人物を追って旅をすることになる。
その正体は、前作の主役であるカンデュラス最後の王子エイデンが、戦いの末に魔王ディアブロに身体を乗っ取られた姿である。
"デッカード・ケイン"（Deckard Cain）
その昔にディアブロら三兄弟を封印したとされる賢者集団「ホラドリム」の最後の子孫である賢者で、前作にも登場している。
トリストラムの牢屋で監禁されていたところをプレイヤーに助けられる。また助けてくれたお礼として、魔法アイテムを無料で鑑定してくれる（前作では、ケインに鑑定を依頼すると鑑定料を取られた）。
なお、ケインを救出済のプレイヤーが作成したゲームルームにまだ救出していないプレイヤーが参加した場合、街にケインは居るが鑑定料金を取られる。
"マリウス"（Marius）
トリストラム出身の麻薬中毒者で、謎の放浪者の後を追うように旅をしている。 一部のイベントシーンは彼の視点で物語が語られるが、彼自身の素性についてはほとんど語られていない。
"大天使ティラエル"（ Archangel Tyrael ）
天界の戦士。天界の住人は人間界に介入することを禁じられているが、それでも人間に協力する数少ない天使のうちの一人である。かつてディアブロが追い詰められた際、魔物を封じ込める力を持ったソウルストーンをホラドリムの賢者たちに授け、賢者集団「ホラドリム」の創設にかかわった。透き通った巨大な翼を持ち、全身光り輝く体を持つ。要所で現れ、プレイヤーに様々な助言をする。現在では方針転換した天界の法により、直接地上世界と関わるのを禁じられているため、人間と共に戦うことは無い。
"堕天使イズアル"（Izual ）
ティラエルの元部下である堕天使。地獄の炉で恐るべき魔剣シャドウファングが製造されているとの報を聞きつけ、ディアブロらの罠だと知らずに地獄に赴いたところを捕らえられる。拷問の末に精神に異常をきたし、喋ってはならない天界の秘密を漏らしてしまった。その後、怪物の肉体に魂を幽閉され、魔神にも天使にもなりきれない存在となって地獄を彷徨っていたところを勇者に助けられる。
"召喚士"（The Summoner ）
興味本位で固く禁じられていた悪魔召喚魔法に手を出した魔導師であり、禁を破った魔導師専門の暗殺集団「アサシン」から命を狙われる。その後、秘密の聖域 (Arcane Sanctuary) から砂漠の都市ルットゴーレインの王宮へ悪魔を送り込み大量虐殺を行うも、侵入してきた勇者（プレイヤー）に成敗される。本名はホラゾン。

### ディアブロとその関係者
"苦悶の乙女アンダリエル"（The Maiden of Anguish Andariel）
逆立った髪の毛にヒステリックな形相をした女魔神で、かつては魔界の4大勢力の長として君臨していた。現在ではディアブロらに敗れ、その手下として活動をしている。
The Prince of Pain Duriel "苦痛の帝王ドゥリエル"
芋虫の胴体にカマキリのような腕・ムカデの足、という酷悪な姿をした魔神。かつては魔界4大勢力の長として他の派閥と戦いを繰り広げていたが、ディアブロ三兄弟が誕生したことによりパワーバランスが崩れ、その手下となった。
"恐怖の帝王ディアブロ"（The Lord of Terror Diablo ）
真紅の肉体を持つ悪魔であり、三大魔王の末弟である。天界壊滅の成功には人間界制圧が不可欠であることに気付くが、本来の敵である天界を差し置いて人間界への侵攻ばかりを考えていたため、仲間からの裏切りに遭い、人間界へと追放される。その後、ホラドリムによってソウルストーンと呼ばれる魔法石に封印され、カンデュラス地方の迷宮の地下深くに隔離されるが、トリストラム王国の大司教ラザルスを利用して自らの封印を解かせる。その後、自分を倒した王子エイデンの肉体を奪う形で復活し、兄のメフィストとバールの復活に向けて暗躍する。
"憎悪の帝王メフィスト"（The Lord of Hatred Mephisto）
三大魔王の一人で、長兄。クラスト寺院の地下深くに封印されていたが、魔王ディアブロの手により復活。支配した多数のザカラム教長老たちを従えてプレイヤーの行く手を阻む。
"破壊の帝王バール"（The Lord of Destruction Baal ）
三大魔王の一人で、次兄。かつて兄弟であるディアブロ・メフィストらと共に地上の制圧、しかるのちに天界への進攻をも目論んでいたが、仲間に裏切られ、人間界に追放される。その後、ホラドリムの賢者らによってソウルストーンに封印されるも、ソウルストーンが砕けてしまったため、代わりに賢者の一人タル・ラシャの肉体を生贄として砂漠の地下深くに封印される。その後、ディアブロを追って遺跡に入ってきたマリウスを騙して封印を解かせ、元より強力な魔力を持つタル・ラシャの肉体をもって復活を果たす。

## 隠し要素
ディアブロ2ではいくつかの隠し要素が存在するが、本項ではバグによって引き起こされた挙動ではなく、あくまで意図的に仕組まれた物についてのみ記述する。
The Secret Cow Level
秘密のカウレベルは、モーモー牧場と名付けられた特殊エリアである。一度クリアした難易度において、特定のアイテムを集めて合成することで、モーモー牧場へ続く赤いポータルが出現する。
内部は巨大な平原が広がっており、二足歩行で武器を手に持ったホルスタインが無数におり、牛の鳴き声をあげながら襲いかかってくる。エリア内には、いくつかのユニークモンスターも出現するが、全て「牛」のみである。このレベルは、前作でCowをクリックできたことから「隠し要素で牛が大量に出現するCow Levelというステージがあるらしい」といううわさがファンの間で立ち、ファンサービスとして制作された。
HARDCORE
本当の人間と同様に命が1つしかないキャラクタを作成するモードで、それ以外は通常のゲームモードとまったく同等である。キャラクタ作成時に「ハードコア」を選択することで挑戦することができ、ハードコアキャラクタ同士でしか同じゲームに入れない。通常モードで集めた武具を持ち込んだり、その逆も不可能である。なお、死亡したハードコアキャラクタもアカウント上は残り、幽霊の姿でチャットロビーに参加することだけは可能。以前のパッチでは、ハードコアモードは一度エンディングを見るまでは選択できなかったが、現パッチでは最初から選択できるようになった。
チャットロビーの宝石
ネットワークモードのチャットロビーに表示されている宝石をクリックすると、宝石が活性化したり(GemActivated)元に戻ったり(GemDeactivated)する。しかし状態が変わったことによりゲーム本編には何らの影響も無く、あくまでお遊び要素である。
ディアブロクローン
ネットワークモード時のみ出現する隠し要素で、修正プログラムで追加された。プレイヤーの誰かが、ランダムで入手できるユニークアイテム「Stone of Jordan(ヨルダンの石)」をゲーム中の商人に売却すると、一定の確率でその時にネットワークモードでプレイしている同一サーバー上のユーザーのゲームに、通常のディアブロよりも格段に強力な「UberDiablo」）が出現するチャンスが発生するというもの。出現するとその旨がアナウンスされると同時に地震のような揺れが起き、ゲーム中に存在するスーパーユニークモンスターのうち一匹がディアブロクローンへと変化する。このモンスターは強力である反面、貴重なユニークアイテムを落とす。
特殊トリストラム
修正プログラムで追加された最高難易度レベルのイベントで、メフィスト・バール・ディアブロの魔王三兄弟をまとめて相手にする内容である。ゲーム難易度Hellの時にレルム上でのみ挑戦できる。
第一章の「伯爵夫人(The Countess)」が落とす「増悪の鍵」、第二章の「召喚師(The Summoner)」が落とす「恐怖の鍵」、第五章の「ニーラサック」が落とす「破壊の鍵」の3つを入手し、第五章の街でホラドリムの箱で合成すると出現する魔法のポータルに侵入するとボスが出現する。ポータルは3種類で、ランダムでいずれか一つがオープンする(同じゲーム内に同じポータルが開くことは無いので、3つ連続でポータルを作成すれば3種類が開く)。ポータル内のダンジョンのボスも3種類で、倒すことでそれぞれ「ディアブロの角」「バールの目」「メフィストの脳」を入手でき、この3つのアイテムを合成すると特殊トリストラムへの赤いポータルが開き、このレベルに挑戦できる。

## 開発
本作の開発は前作の2倍である40人で行われ、多くの主要なツールやプロセスが確立していたことから、規模が前作の2倍以上になると予想された。
開発に当たり、チームはクラスの種類の追加といったさまざまな改善を実行しようとするあまり、どんどん制作期間が延びていった。当初は1999年のクリスマスに発売する予定だったが、同年春の時点で間に合わないことが判明した。シリーズの生みの親であるデイビット・ブレヴィクは、開発当時は自分も仲間も激務にさらされたと2020年のDevcomの中で振り返っている。

### Battle.netの改良
前作は人気を博した一方、Battle.netの初期バージョンの中核にあるPeer to Peerシステムを悪用したチートが横行しており、開発元のBlizzard Northは次回作である本作にてこの問題を改善したいと考えていた。
開発チームは本作のBattle.netではユーザの情報、特にレベルや装備品といったデータを全部サーバ側に記録するという方式に変更する形で、開発チームはチートコードの利用や悪質なプレイヤーキラーを排除しようと試みた。

## 反響
本作はMORPGの一つの完成形として、様々なジャンルのゲームに多大な影響を及ぼした。
また、PC WatchとASCIIは2000年の記事の中で、東京都の秋葉原で行われた深夜販売に行列ができたと報じている。
特にASCIIは、パソコンゲームの深夜販売は異例であるとして、本作に対する高い期待と結び付けた。
また、Blizzard Entertainmentによると、全世界における本作の初回予約本数が150万本であるとされている。
デイビット・ブレヴィクは、2020年のDevcomの中で「[前略]先日Twitchに行ったら2000人以上の人がDiablo 2を見ていました……。[中略]20年前のゲームをこれだけの人が見ているなんて信じられません」と話している。

### 評価
雑誌「Vmag」2000年6/15号に掲載された合同レビューでは、待望の続編だけあって洗練されており、前作の雰囲気を保ったままRPG初心者でも遊びやすいようになっている一方、コアゲーマーにとってはぬるいかもしれないと記されている。
板東 篤は2015年に4Gamer.netへ寄せた本作のレビューの中で、スキルとトレジャーハントが本作の面白さの中核にあり、これらを支える戦闘のシステムも面白く、キャラクターの成長要素もかかわってくるため、ずっと遊べそうだと評価している。